# رئيس بولندا
رئيس جمهورية بولندا، (بريزيدنت ريزكزيبوسبوليتيج بولسكيج، اختصار: بريزيدنت) هو رئيس دولة بولندا تكون حقوقهم والتزاماتهم محددة في دستور بولندا يرأس الرئيس السلطة التنفيذية بالإضافة إلى ذلك، يحق للرئيس حل البرلمان في بعض الحالات، واستخدام حق النقض ضد التشريع وتمثيل بولندا في الساحة الدولية.

## تاريخ
أدى غابرييل ناروتوفيتش أول رئيس لبولندا اليمين كرئيس للجمهورية البولندية الثانية في 11 ديسمبر 1922. تم انتخابه من قبل الجمعية الوطنية (مجلس النواب ومجلس الشيوخ) بموجب أحكام دستور مارس 1921. اغتيل ناروتوفيتش في 16 ديسمبر 1922. كان جوزيف بيتسودكي سابقًا «رئيس الدولة» بموجب الدستور الصغير المؤقت لعام 1919. في عام 1926 نظم بيتسودكي «انقلاب مايو» وأطاح بالرئيس ستانيسلاف فويتشوفسكي وجعل الجمعية الوطنية تنتخب واحدًا جديدًا هو إغناسي مويسيكي وبذلك أسس «نظام الصرف الصحي». قبل وفاة بيتسودكي أقر البرلمان دستورًا أكثر استبدادًا لعام 1935 لبولندا (لا يتوافق مع إجراءات تعديل دستور مارس 1921)استمر مويسيكي كرئيس حتى استقال في عام 1939 في أعقاب الغزو الألماني لبولندا. ذهب مويسيكي وحكومته إلى المنفى إلى رومانيا حيث تم اعتقال مويسيكي في أنجيه تولى فرنسا وتديسلو راشكيويتش في ذلك الوقت رئاسة مجلس الشيوخ بعد استقالة مويسيكي في 29 سبتمبر 1939.بعد سقوط فرنسا تم إجلاء الرئيس والحكومة البولندية في المنفى إلى لندن المملكة المتحدة. كان النقل من مويسكي إلى راشكيويتش وفقًا للمادة 24 من دستور أبريل 1935.أعقب راشكيويتش سلسلة من الرؤساء في المنفى كان آخرهم ريزارد كاتشوروفسكي.
في 1945-1954 أصبحت بولندا جزءًا من وسط شرق أوروبا الخاضعه للسيطرة السوفييتية تولى بوليسواف بيروت مقاليد الحكومة وفي يوليو 1945 تم الاعتراف به دوليًا كرئيس للدولة. تم إلغاء مجلس الشيوخ في عام 1946 من خلال استفتاء الشعب البولندي عندما أقر مجلس النواب الدستور الصغير لعام 1947 الذي استند جزئيًا إلى دستور مارس 1921 تم انتخاب بيروت رئيسًا من قبل تلك الهيئة خدم حتى ألغى دستور جمهورية بولندا الشعبية لعام 1952 منصب الرئيس.
بعد تعديلات عام 1989 للدستور التي أعادت الرئاسة تولى فويتشخ ياروزلسكي منصبه وهو رئيس الدولة الحالي في أول انتخابات رئاسية مباشرة في بولندا فاز ليخ واسا وأدى اليمين في 22 ديسمبر 1990. وقد تم الحفاظ على منصب الرئيس في دستور بولندا الصادر في عام 1997؛ ينص الدستور الآن على متطلبات وواجبات وسلطة المكتب.

## انتخاب
انتخاب رئيس بولندا مباشرة من قبل الشعب تكون مدة خدمته خمس سنوات مع الإمكان من إعادة انتخابه مرة واحدة فقط وعملاً بأحكام الدستور ينتخب رئيس الجمهورية بالأغلبية المطلقة إذا لم ينجح أي مرشح في تجاوز هذه العتبة يتم إجراء جولة ثانية من التصويت بمشاركة المرشحين الحاصلين على أكبر وثاني أكبر عدد من الأصوات المتتالية.
من أجل التسجيل كمرشح في الانتخابات الرئاسية: يجب أن يكون الشخص مواطنًا بولنديًا وألا يقل عمره عن 35عامًا في يوم الجولة الأولى من الانتخابات وأن يجمع ما لا يقل عن
100000 توقيع للناخبين المسجلين.

## السلطات

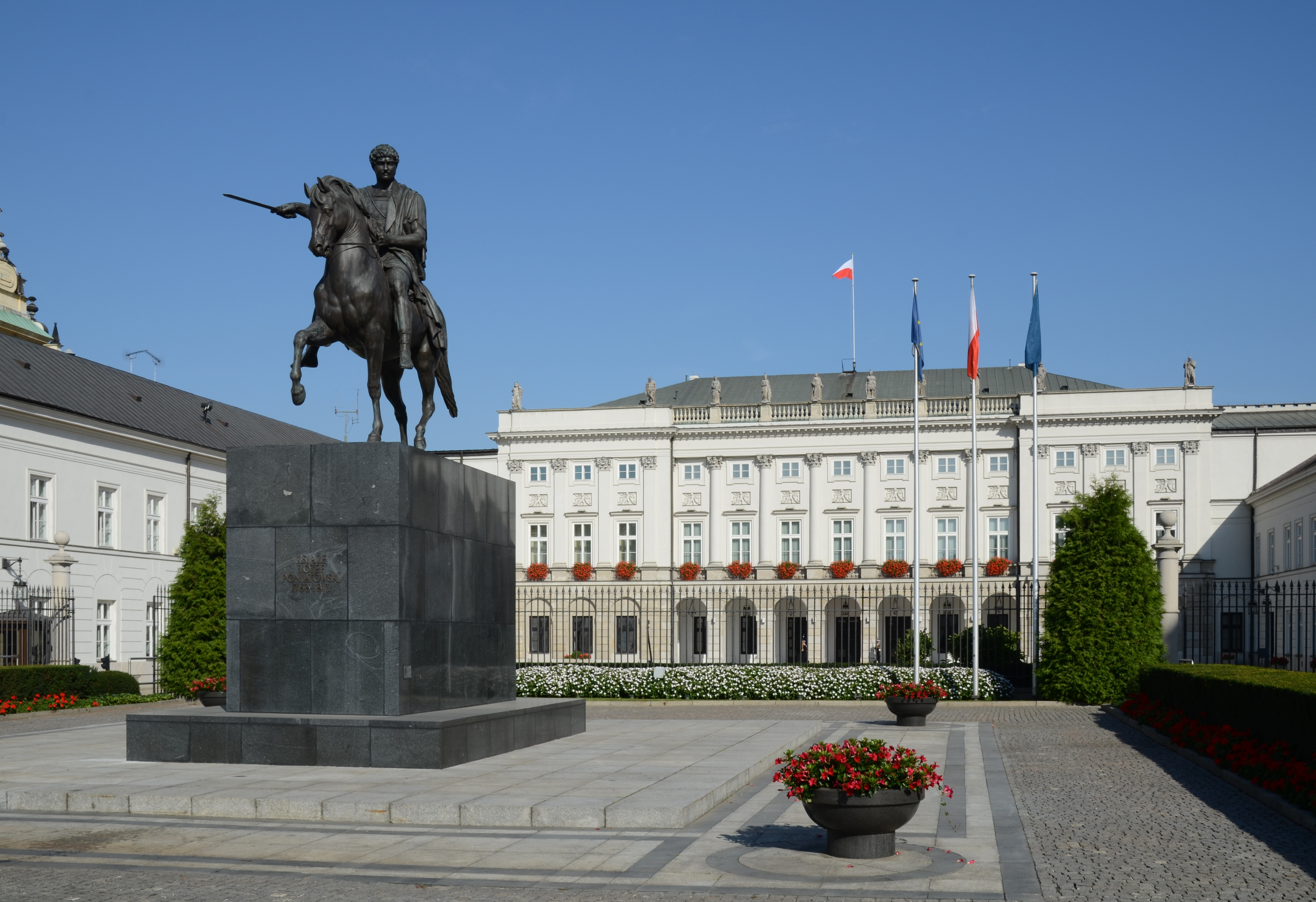
القصر الرئاسي في Krakowskie Przedmieście في وارسو ، مع تمثال الفروسية للأمير جوزيف بوناتوفسكي بواسطة بيرتل ثورفالدسن. إنه بمثابة المقر الرسمي للرئاسة.

يتمتع الرئيس بحرية الاختيار في اختيار رئيس الوزراء ولكن من الناحية العملية عادةً ما يعهدون بمهمة تشكيل حكومة جديدة إلى سياسي يدعمه الحزب السياسي الذي يتمتع بأغلبية المقاعد في مجلس النواب (عادةً ولكن ليس دائمًا، هو زعيم هذا الحزب السياسي).
رئيس الجمهورية له الحق في بدء العملية التشريعية أيضًا لديهم فرصة للتأثير عليه مباشرة باستخدام حق النقض لإيقاف مشروع القانون ومع ذلك، يمكن نقض حق النقض بأغلبية ثلاثة أخماس الأصوات بحضور ما لا يقل عن نصف العدد القانوني لأعضاء مجلس النواب (230)قبل التوقيع على مشروع قانون ليصبح قانونًا يمكن للرئيس أيضًا أن يطلب من المحكمة الدستورية التحقق من امتثاله للدستور والذي له تأثير حاسم في العملية التشريعية.
يتمتع الرئيس بسلطة التصديق على الاتفاقيات الدولية وإلغائها وتعيين السفراء واستدعائهم ويقبل اعتماد ممثلي الدول الأخرى رسميًا وذلك من خلال دوره كممثل أعلى للدولة البولندية. يتخذ الرئيس أيضًا قرارات بشأن منح أعلى الألقاب الأكاديمية فضلاً عن امتيازات وأوامر الدولة بالإضافة إلى ذلك، لديهم الحق في الرأفة بمعنى يمكنهم رفض الأحكام النهائية الصادرة عن المحكمة (في الممارسة العملية يستشير الرئيس مثل هذه القرارات مع وزير العدل).

كما أن رئيس الجمهورية هو القائد الأعلى للقوات المسلحةيعينون رئيس هيئة الأركان العامة وقادة جميع أفرع الخدمة في زمن الحرب يسمون القائد العام للقوات المسلحة ويمكن ان تأمر بالتعبئة العامة يؤدي الرئيس واجباتهم بمساعدة المكاتب التالية: مستشارية الرئيس ومكتب الأمن القومي وهيئة مستشاري الرئيس.

## الإقامات والممتلكات الرئاسية

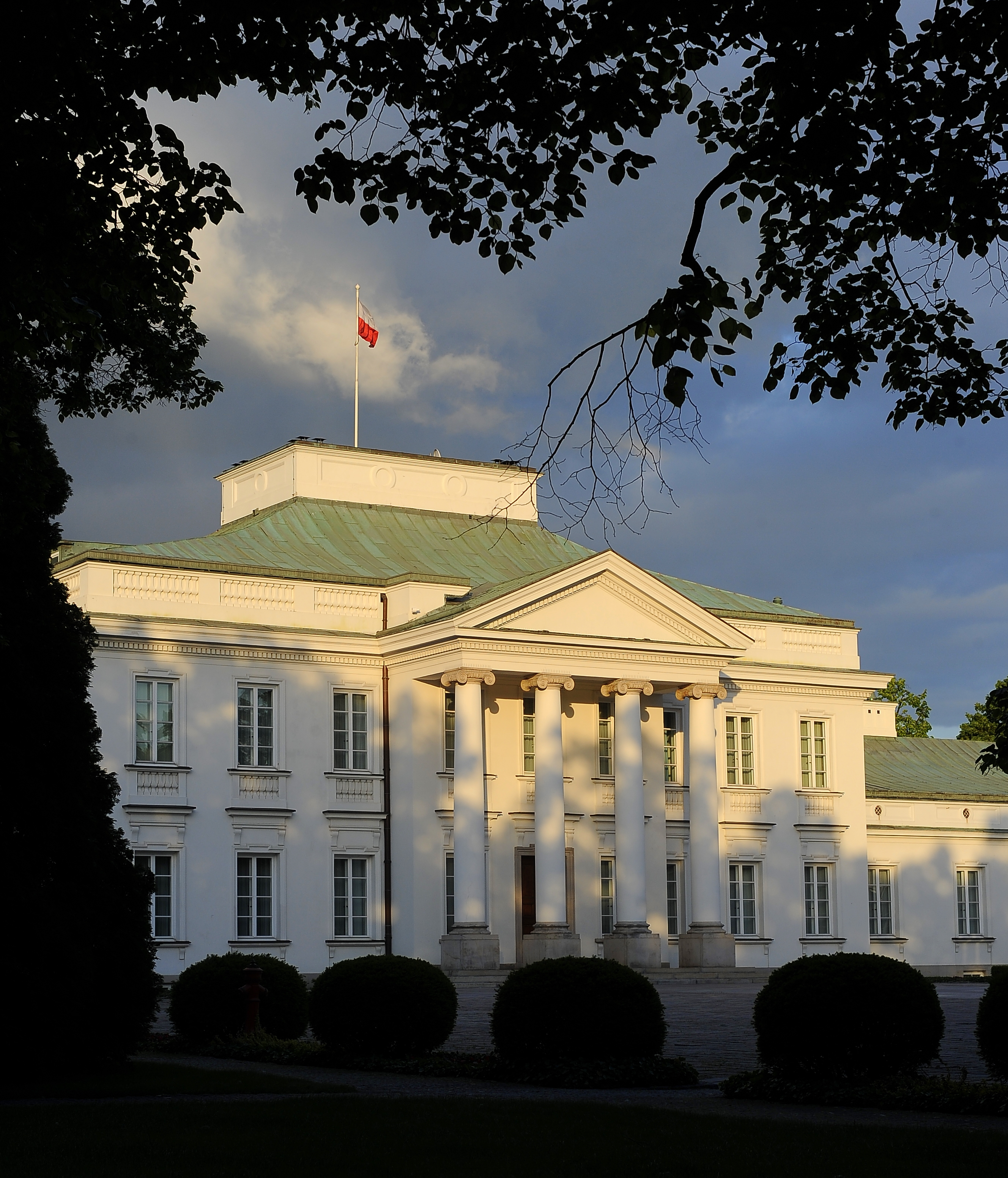
قصر بيلويدر ، المعروف غالبًا باسم "بلفيدير" ، هو المقر الرسمي التقليدي والحالي للرئيس.

العديد من العقارات مملوكة من قبل مكتب الرئيس ويستخدمها رئيس الدولة كمقر إقامة رسمي لهم وإقامة خاصة وإقامة للمسؤولين الأجانب الزائرين وما إلى ذلك.
- القصر الرئاسي في وارسو هو أكبر قصر في وارسو والمقر الرسمي لرئيس جمهورية بولندا منذ عام 1993. أول مستأجر رئاسي كان ليش وايسا عندما انتقل إلى القصر من بيلويدر في عام 1994.
- كان بيلويدر، في وارسو، المقر الرسمي للرئيس حتى عام 1993، وهو مملوك حاليًا لمكتب الرئيس كمقر إقامة رسمي للرئيس ويستخدمه الرئيس والحكومة لأغراض احتفالية. يعمل القصر أيضًا كمقر إقامة رسمي لرؤساء الدول في زيارات رسمية لبولندا وغيرهم من الضيوف المهمين.
- القلعة الرئاسية في فيسلا في قصر تم بناؤه من أجل هابسبورغ كمنزل للصيد، أعيد بناؤه بين عامي 1929-1931 واستخدمه الرئيس إغناسي مويسيكي كمقر إقامة ترفيهي. منذ عام 2002، أصبح مرة أخرى ملكًا للرئيس، وتم ترميمه وافتتاحه في عام 2005 من قبل الرئيس ألكسندر كوازنيفسكي. وهو اليوم مركز ترفيهي ومؤتمرات للرئيس وفندق.
- مقر إقامة رئيس جمهورية بولندا في يوسي.
- منزل مانور لرئيس جمهورية بولندا في سيتشوسينك.
- المقر الرئاسي «جوراتا هيل» في هيل. تراجع الرئيس الساحلي على بحر البلطيق.

## رئيس بولندا بالنيابة

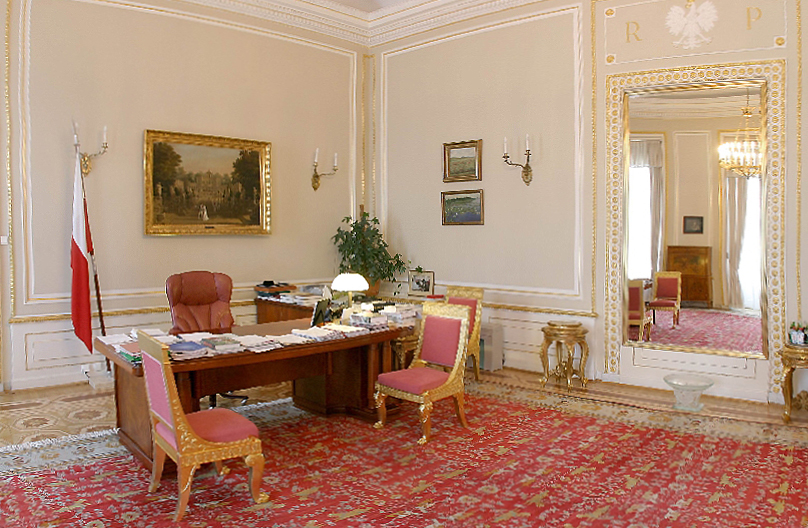
مكتب الرئيس في القصر الرئاسي في وارسو.

ينص الدستور على أن الرئيس هو منصب منتخب ولا يوجد خط خلافة رئاسي منتخب بشكل مباشر.إذا كان الرئيس غير قادر على تنفيذ صلاحياتهم وواجباتهم فسيتمتع مارشال مجلس النواب بصلاحيات الرئيس لمدة أقصاها 60 يومًا حتى إجراء الانتخابات.
في 10 أبريل 2010، تحطمت طائرة تحمل الرئيس البولندي ليخ كاشينزكي، زوجته و 94 آخرين من بينهم العديد من المسؤولين البولنديين بالقرب من مطار سمولينسك الشمالي في روسيا لم يكن هناك ناجون.تولى برونيسلاف كوموروفسكي السلطة الرئاسية بالوكالة في أعقاب الحادث. في 8 يوليو، استقال برونيسلاف كوموروفسكي من مكتب مارشال مجلس النواب بعد فوزه في الانتخابات الرئاسية. وفقًا للدستور أصبح الرئيس بالإنابة مشير مجلس الشيوخبوجدان بوروسيفيتش.في فترة ما بعد الظهر، تم انتخاب جرزيغورز شيتينا كمارشال جديد لمجلس النواب وأصبح رئيسًا بالنيابة. خدم شيتينا كرئيس مؤقت للدولة حتى أداء كوموروفسكي اليمين في 6 أغسطس.
الرؤساء السابقون لبولندا:
- برونيسلاف كوموروفسكي (2010)
- بوجدان بوروسيفيتش (2010)
- جرزيجورز شيتينا (2010)

## الرؤساء السابقون
داخل بولندا يحق للرؤساء السابقين الحصول على حماية أمنية شخصية مدى الحياة من قبل ضباط بيورو أوكروني رزودو بالإضافة إلى الحصول على معاش تقاعدي كبير ومكتب خاص في 10 أبريل 2010 توفي ليخ في 10 أبريل 2010، تحطمت طائرة تحمل الرئيس البولندي ليخ كاشينزكي، زوجته و 94 آخرين من بينهم العديد من المسؤولين البولنديين بالقرب من مطار سمولينسك الشمالي في روسياكاشينزكي الرئيس في ذلك الوقت وريزارد كاتشوروفسكي آخر رئيس في المنفى على الرغم من عدم الاعتراف به دوليًا في تحطم طائرة تابعة للقوات الجوية البولندية من طراز Tu-154 في طريقها إلى روسيا.
- ليش فاليسا (1990 – 1995)
- الكسندر كفاسنيفسكي (1995 – 2005)
- ليخ كاتشينسكي (2005 – 2010)
- برونيسلاف كوموروفسكي (2010 – 2015)

## روابط خارجية
- رئيس بولندا الموقع الرسمي